# 中江帝主廟
中江帝主廟位於四川省德陽市中江縣，文物遺址年代判定為明代、清代。2007年6月1日公佈為四川省第七批文物保護單位。